# آنخل مونتورو (بازیکن فوتبال)
آنخل مونتورو (انگلیسی: Ángel Montoro؛ زادهٔ ۲۵ ژوئن ۱۹۸۸) بازیکن فوتبال اهل اسپانیا است.
از باشگاه‌هایی که در آن بازی کرده‌است می‌توان به رئال مورسیا، رکریتیوو، آلمریا، لاس پالماس، و والنسیا اشاره کرد.
وی همچنین در تیم‌های ملی فوتبال زیر۱۶ سال، زیر۱۷ سال، و زیر۱۹ سال اسپانیا بازی کرده‌است.